# 坂元八郎太
坂元 八郎太（さかもと はちろうた / さかもと はちろうだ、1854年1月29日（嘉永7年1月1日） -  1894年（明治27年）9月17日）は、日本海軍の軍人。最終階級は海軍少佐。贈正四位・勲四等に至る。

## 経歴
鹿児島県出身。坂元八郎左衛門の長男として生まれる。明治4年（1871年）9月、海軍兵学寮に入学する。1877年（明治10年）3月から9月まで西南戦争に出征し、功を立てて少尉補に任ぜられ、また、勲六等を叙された。1878年（明治11年）8月、海軍兵学校（5期）を卒業し「筑波艦」乗組となる。1880年（明治13年）8月、海軍少尉任官。1882年（明治15年）11月、「摂津艦」乗組となり、1883年（明治16年）1月、兼海兵勤務。同年2月、海軍中尉に昇進し従七位に叙された。
1884年（明治17年）12月、「天龍艦」分隊長に就任し、1885年（明治18年）9月から1886年（明治19年）6月までイギリスに出張し、1885年11月、「浪速」分隊長に発令され「浪速」を日本に回航した。翌年4月、海軍大尉に進級。1889年（明治22年）4月にはウラジオストクに出張し、1890年（明治23年）3月、ロシア艦乗組となる。同年10月、海軍少佐に昇進、翌月に帰国した。

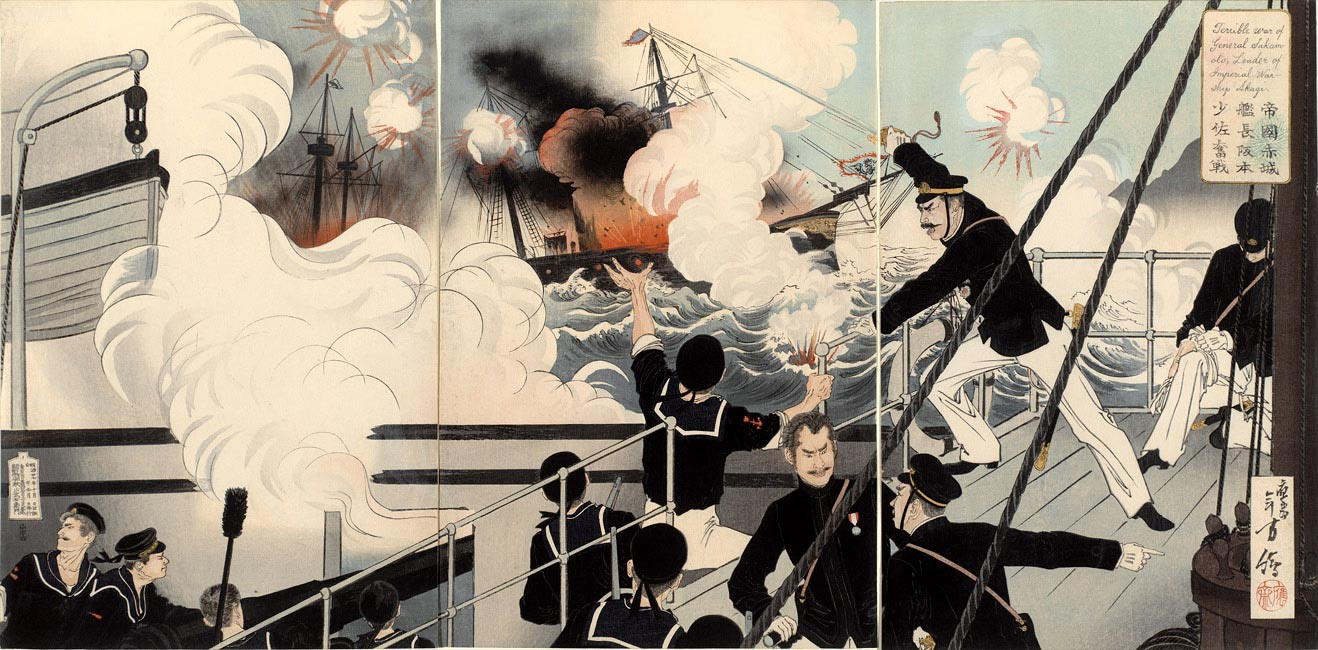
水野年方画「帝國赤城艦長阪本少佐奮戦」

1891年（明治24年）1月よりロシア帝国公使館附武官としてサンクトペテルブルクに赴任し、海軍軍事や航海術などを究めた。1893年（明治26年）6月、「吉野」副長となり、翌年3月までイギリスに出張し「吉野」を日本に回航する。1894年（明治27年）5月、「赤城」艦長に就任し日清戦争に出征する。9月17日、黄海海戦に参戦し、軍令部長樺山資紀の座乗する輸送船「西京丸」を、清の6隻の艦隊から集中砲火をうけながらもブリッジから降りて指揮を執って守り抜いたが、坂元は戦死し航海長佐藤鉄太郎も負傷、「赤城」も大損害を受けた。

## 逸話
- 黄海海戦での奮戦振りを元に「坂元少佐（赤城の奮戦）」という軍歌が作られた。

## 栄典・授章・授賞
位階
- 1886年（明治19年）7月8日 - 正七位[4]
- 1891年（明治24年）12月16日 - 従六位[5]
- 1898年（明治31年）10月25日 - 贈正四位[6]

勲章等
- 1886年（明治19年）11月30日 - 勲五等双光旭日章[7]
- 1893年（明治26年）11月29日 - 勲四等瑞宝章[8]
- 1895年（明治28年）
  - 11月18日 - 明治二十七八年従軍記章[9]
  - 12月4日 - 靖国神社合祀[10]